# Lawrence County (Indiana)
 For alternative betydninger, se Lawrence County. (Se også artikler, som begynder med Lawrence County)
Lawrence County er et county, som ligger i den amerikanske delstat Indiana. I 2010 var indbyggertallet 46.134. Hovedbyen er Bedford.

## Historie
Lawrence County blev dannet i 1818 af land, som blev afgivet af Orange County. Det blev opkaldt efter kaptajn James Lawrence, der sagde de berømte ord "Opgiv ikke skibet" efter at være blevet dødeligt såret under krigen i 1812.

## Geografi
Ifølge folketællingen i 2010 har amtet et samlet areal på 1.170,5 km², hvoraf 1.163,3 km² (eller 99,39%) er landjord og 7,1 km² (eller 0,61%) er vandområder.

### Tilstødende amter
- Monroe County (nord)
- Jackson County (øst)
- Washington County (sydøst)
- Orange County (syd)
- Martin County (vest)
- Greene County (nordvest)

### De store motorveje
- U.S. Route 50
- Statsvej 37
- Hovedvej 54
- Statsvej 58
- Statsvej 60
- Hovedvej 158
- Statsvej 446
- Statsvej 450
- Statsvej 458

### Nationale beskyttede område
- Hoosier National Forest (delvist beliggende i Lawrence County)

## Kommuner

### Byer
- Bedford
- Mitchell
- Oolitic

## Lokale seværdigheder
- Joe Palooka-statue: en statue af tegneseriefiguren Joe Palooka, afsløret i 1948, ligger i nærheden af rådhuset i Oolitic.
- Spring Mill Statspark ligger i nærheden af Mitchell

## Astronauter
Flere personer født i Lawrence County er blevet astronauter i årenes løb. Det drejer sig om:
- Virgil I. "Gus" Grissom var født og opvokset i Mitchell; han blev dræbt i Apollo 1-ulykken
- Charles "Charlie" Walker var født og opvokset i Oolitic
- Kenneth "Kenny" Bowersox blev født i Virginia, men voksede op i Bedford

Virgil I. Gus Grissom-mindesmærket ligger i SpringMill Statspark i nærheden af Mitchell og har mange minder fra hans karriere, herunder den rumkapsel, han var chef for, "Molly Brown" fra Gemini 3, og rumdragten fra hans der passer slidt under hans Mercury Liberty Bell 7-mission.

## Klima og vejr
I de seneste år er de gennemsnitlige temperaturer i Bedford varieret fra et gennemsnitligt minimum på -8 °C i januar til et gennemsnitligt maksimum på 30 °C i juli. Den laveste temperatur på -34 °C blev registreret i januar 1994, og den højeste på 44 °C blev registreret i juli 1930. Den gennemsnitlige månedlige nedbør varierer fra 69 mm i februar til 128 mm i maj.

## Styre
Statsamtet er en forfatningsmæssig enhed, der er tildelt særlige beføjelser via Indianas forfatning og Indiana Code.
Amtsrådet er den lovgivende del af statsstyret og kontrollerer alle udgifter og opkrævning af indtægter i amtet. Medlemmerne af rådet vælges fra amtsdistrikter for fire år ad gangen. De er ansvarlig for fastsættelse af lønninger, det årlige budget og særlige udgifter. Rådet har også begrænset myndighed til at pålægge lokale skatter og afgifter, i form af en indkomst- og ejendomsskat betinget af statslig godkendelse samt afgifter og service skatter.
Kommissionen er det udøvende organ i amtet. Kommissionen vælges, så den repræsenterer hele amtet. Valg hertil afholdes i forskudt form, og hvert medlem vælges for en fireårig periode. Et af kommissionsmedlemmerne, typisk den mest erfarne, fungerer som formand. Kommissionen har til opgave at føre de love, som amtsrådet har vedtaget, ud i livet, at indhente indtægter og tage sig af de daglige opgaver i amtsstyret.
Domstol i amtet dømmer i mindre, civile sager. Domstolens dommer vælges for en periode på fire år og skal være medlem af Indiana Bar Association. Dommeren bistås af en politibetjent, der ligeledes er valgt for en periode af fire år. I visse tilfælde kan domstolens afgørelserappelleres til det statslige niveau, den såkaldte circuit court.
Amtsembedsmænd er en række valgte poster, herunder sherif, retsmediciner, revisor, kasserer, registrant, Landmåler og protkolfører i retten. Hver af disse folkevalgte embedsmænd vælges for en periode af fire år og har sin veldefinerede opgave i amtsstyret. Det kræves af de personer, der skal vælges til et af disse embeder, at de offentlig bekender Deres partitilhørsforhold, og at de er bosiddende i amtet.
Lawrence County er en del af Indianas 9. kongresdistrikt, af Indianas senatsdistrikt 44 og af Indianas repræsentanternes hus-distrikter 65 og 73.

## Demografi
Ifølge den amerikanske folketælling 2010 boede der 46.134 mennesker fordelt på 18.811 husholdninger og 12.906 familier i amtet. Befolkningstætheden var 39,7 indbyggere/km². Der var 21.074 boliger med en gennemsnitlig tæthed på 18,1 per km². Den racemæssige sammensætning af amtet var 97,3 % hvide, 0,5 % asiater, 0,4 % sorte eller afroamerikanere, 0,3 % amerikanske indianere, 0,3% fra andre racer og 1,1% fra to eller flere racer. Af spansk/latinamerikansk oprindelse var der 1,2 %. Den oprindelige herkomst var for 18,4 % vedkommende tysk, 14,6 % var Irsk, 13,1 % var amerikansk og 10,4 % var engelsk.
Af de 18.811 husholdninger havde 31,2% hjemmeboende børn under 18 år, 54,1 % var samboende ægtepar, 10,1 % havde kvindelige husejere, 31,4 % var ikke-familier, og 27,3 % af alle husstande bestod af enkeltpersoner. Den gennemsnitlige husstandsstørrelse var 2,42, og den gennemsnitlige familie størrelsen var 2,92. Medianalderen var på 41,6 år.
Medianindkomsten for en husstand i distriktet var på $47.697, og gennemsnitsindkomsten for en familie var på $50.355. Mænd havde en medianindkomst på $42.337 i forhold til $30.386 for kvinder. Per capita-indkomst for amtet var $21.352. Cirka 10,9 % af familierne og 15,8 % af befolkningen levede under fattigdomsgrænsen, herunder 23,4 % af dem under 18 år og 10,6 % af dem, der var 65 år eller derover.

## Personer fra Lawrence County
- William Jenner († 1985), politiker, U.S. senator
- A. B. Guthrie Jr († 1991), forfatter, modtager af Pulitzerpris
- James Samuel Coleman, sociolog († 1995)